# Uroflussometria
L'uroflussometria è un esame del flusso urinario utilizzato per valutare la presenza di una ostruzione dell'uretra, l'iperplasia prostatica benigna e la continenza della vescica urinaria.
L'esame permette di valutare un flusso massimo e un flusso medio e calcola automaticamente la possibilità che vi sia un'ostruzione; tuttavia la presenza di un flusso normale non la può escludere.
Il volume da valutare dev'essere di almeno 150 mL e deve essere raccolto nella posizione usuale in cui il paziente urina.